# Czas japoński
Czas japoński (JST, ang. Japan Standard Time, jap. 日本標準時 Nihon Hyōjunji lub 中央標準時 Chūō Hyōjunji) – strefa czasowa, odpowiadająca czasowi słonecznemu południka 135°E, który różni się o 9 godzin od uniwersalnego czasu koordynowanego (UTC+9:00). Jest to oficjalny czas w Japonii. Obecnie w strefie czasu japońskiego nie obowiązuje czas letni.